# Operazione Sunbeam
La serie di test nucleari denominata Operazione Sunbeam si riferisce alle detonazioni nucleari condotte dagli Stati Uniti d'America in diverse aree del poligono nucleare denominato Nevada Test Site tra il 7 e il 17 luglio 1962.

## Storia
L'operazione, che si colloca cronologicamente tra due serie di test nucleari svoltesi, la prima, ossia l'Operazione Nougat, anch'essa nel sito di test del Nevada, e la seconda, ossia l'Operazione Dominic, nel Pacific Proving Grounds, un sito di test nelle Isole Marshall, fu sponsorizzata dal ministero della difesa statunitense e in essa furono coinvolte fino a 2 900 persone, divise tra personale militare e civile, che fornirono supporto tecnico o amministrativo o che presero parte all'esercitazione Ivy Flats, condotta in corrispondenza con il test Little Feller I. A causa del fatto che i suoi test furono condotti nello stesso lasso di tempo in cui avvennero anche quelli dell'Operazione Dominic, che si svolse tra il 25 aprile e il 30 ottobre 1962, ci si riferisce talvolta all'Operazione Sunbeam con il nome di Operazione Dominic II.
Quest'operazione fu l'ultima a includere test atmosferici effettuati su suolo continentale statunitense, tutte le successive serie di test nucleare condotti nell'NTS o in altri siti sulla terraferma, a partire dall'Operazione Storax, svolta dal luglio 1962 al giugno 1963, furono infatti costituite da test sotterranei, che diventeranno poi gli unici possibili da effettuare dopo la firma del Trattato sulla messa al bando parziale degli esperimenti nucleari entrato in vigore dal 10 ottobre 1963.

## Ordigni testati

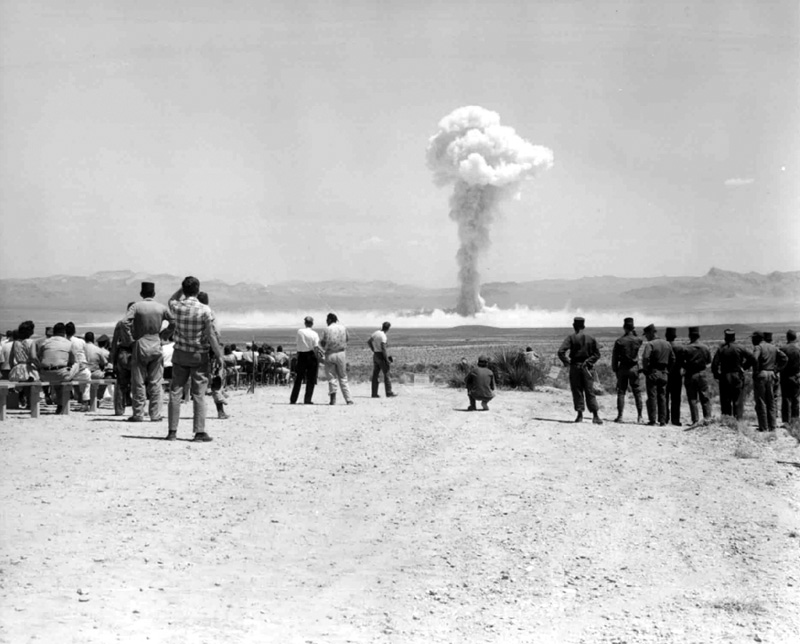
L'esplosione del test Small Boy

Come tutti i test svolti nel NTS, anche quelli dell'Operazione Nougat furono test a potenza relativamente bassa, con una potenza massima rilasciata di 1,7 chilotoni. Tutti e quattro i test furono volti alla sperimentazione di armi nucleari tattiche, la cui più famosa fu certamente la Davy Crockett, comporta da un cannone senza rinculo in grado di sparare un proiettile modello M388 armato con una testata nucleare modello W54.

## Test
| Nome             | Data e ora (UT)             | Fuso orario locale | Sito                               | Altitudine + quota | Modalità, scopo                     | Tipo di ordigno | Potenza | Fallout                        | Fonti                               | Note |
| ---------------- | --------------------------- | ------------------ | ---------------------------------- | ------------------ | ----------------------------------- | --------------- | ------- | ------------------------------ | ----------------------------------- | --- |
| Little Feller II | 7 luglio 1962, 19:00:??     | PST (-8 ore)       | NTS 37.11906°N 116.30381°W         | 1556 m + 1 m       | Superficiale, effetto armamenti     | W-54            | 22 t    | Rilevato Iodio-131             | [ 1 ] [ 4 ] [ 5 ] [ 6 ] [ 7 ] [ 8 ] | La testata nucleare, la più piccola mai prodotta dagli Stati Uniti d'America, larga circa 15 cm e lungo circa 40, fu tenuta sospesa a soli novanta centimetri dal suolo e fatta detonare. |
| Johnnie Boy      | 11 luglio 1962, 16:45:00,09 | PST (-8 ore)       | NTS 37.12216°N 116.33395°W         | 1572 m - 0,6 m     | In cratere, effetto armamenti       | W30 TADM        | 500 t   | Rilevato                       | [ 1 ] [ 4 ] [ 8 ] [ 6 ] [ 7 ]       | Test volto a rilevare i danni causati da una munizione atomica per demolizione; fu simile al test Stokes, dell'Operazione Plumbbob |
| Small Boy        | 14 luglio 1962, 18:30:??    | PST (-8 ore)       | NTS Area 5 36.798°N 115.932°W      | 940 m + 3 m        | Da torre, effetto armamenti         |                 | 1,7 kt  | Rilevato, 270 kCi (10 000 TBq) | [ 1 ] [ 4 ] [ 8 ] [ 6 ] [ 7 ]       | Test volto a verificare la resistenza di un silo di lancio per missili, fu simile ai test Ermine, Chinchilla I, Chinchilla II e Armadillo dell'Operazione Nougat. |
| Little Feller I  | 17 luglio 1962, 17:00:??    | PST (-8 ore)       | NTS Area 18 37.08607°N 116.32977°W | 2550 m + 1 m       | Sparo da cannone, effetto armamenti |                 | 18 t    | Rilevato, 3 kCi (110 TBq)      | [ 1 ] [ 4 ] [ 8 ] [ 6 ] [ 7 ]       | Il test vide l'utilizzo di un Davy Crockett, con la testata che esplose a un'altezza di 12,2 metri dal suolo e a una distanza di 2,7 km dal cannone di lancio. In concomitanza con il test fu svolta l'esercitazione Ivy Flats, che vide la partecipazione di circa mille militari, osservata, a debita distanza, anche dal senatore Robert Kennedy e dal generale Maxwell Taylor. Fu l'ultimo test statunitense a prevedere un'esplosione nucleare atmosferica a livello superficiale. |

1. ↑  Gli Stati Uniti d'America, la Francia e il Regno Unito chiamano ogni loro singolo test con un nome in codice, mentre Unione Sovietica e Cina, salvo rari casi, non lo fanno, quindi i loro test sono identificati solo da numeri. Un trattino seguito da un numero indica un membro di un test a salve.
2. ↑  Per convertire l'ora universale in ora locale, si deve aggiungere alla prima il numero tra parentesi.
3. ↑  Nome del luogo e corrispettive coordinate. Nel caso di test missilistici, viene indicato il luogo di lancio del missile prima del luogo della detonazione. Mentre alcune località possono essere indicate con sicurezza, nel caso, ad esempio, di esplosioni in alta atmosfera, le indicazioni possono essere piuttosto inaccurate.
4. ↑  Con "altitudine" si intende l'altezza rispetto al livello del mare del terreno posto direttamente sotto l'esplosione, mentre con "quota" si intende la distanza tra tale punto e l'esplosione. Nel caso di test missilistici, il livello del terreno è indicato con "N/A". L'assenza di numeri o altre indicazioni sta a significare che il valore è sconosciuto.
5. ↑  L'energia liberata espressa in chilotoni e megatoni.